# Liste der Kulturdenkmäler in Schönberg (Bensheim)
Die folgende Liste enthält die in der Denkmaltopographie ausgewiesenen Kulturdenkmäler auf dem Gebiet des Ortsteils Schönberg der  Stadt Bensheim, Landkreis Bergstraße, Hessen.
Hinweis: Die Reihenfolge der Denkmäler in dieser Liste orientiert sich an der Anschrift, alternativ ist sie auch nach der Bezeichnung, der vom Landesamt für Denkmalpflege vergebenen Nummer oder der Bauzeit sortierbar.
Kulturdenkmäler werden fortlaufend im Denkmalverzeichnis des Landes Hessen durch das Landesamt für Denkmalpflege Hessen auf Basis des Hessischen Denkmalschutzgesetzes (HDSchG) geführt. Die Schutzwürdigkeit eines Kulturdenkmals hängt nicht von der Eintragung in das Denkmalverzeichnis des Landes Hessen oder der Veröffentlichung in der Denkmaltopographie ab.

Über die Spalte Objekt-Nr. kann die Beschreibung beim Landesamt für Denkmalpflege eingesehen werden.
| Bild                    | Bezeichnung                            | Lage | Beschreibung | Bauzeit                            | Objekt-Nr. |
| ----------------------- | -------------------------------------- | --- | --- | ---------------------------------- | ---------- |
| Brücke                  | Brücke und Grenzstein                  | Schönberg, Alter Weg LageFlur: 2, Flurstück: 170/101 | Grenzstein von 1776 mit „Mainzer Rad“ und „Erbacher Stern“ | 1776 (Grenzstein)                  | 953 DDB    |
| weitere Bilder          | Gesamtanlage Dorf und Schloß Schönberg | Schönberg, Am Rosengrund, Alter Schloßweg, Hofweg, Neuer Schloßweg, Nibelungenstraße Lage                                                                       | Die Gesamtanlage Schönberg besteht aus drei Teilen. Dem Schloss der Erbacher Grafen, der evangelischen Kirche auf dem benachbarten Hügel und der im Tal der Lauter entstandenen Siedlung der Handwerker und Schlossbediensteten. |                                    | 961 DDB    |
| weitere Bilder          | Schloss Schönberg                      | Schönberg, Alter Schloßweg 15, Am Schloßpark 3, Am Schloßpark 15, Lustgarten, Nibelungenstraße 170 LageFlur: 2, Flurstück: 60/1, 61/136, 61/152, 61/163, 61/164 | Auf einem an drei Seiten abfallenden Bergsporn über dem Tal der Lauter platzierte Burg- bzw. Schlossanlage. | ersten Hälfte des 13. Jahrhunderts | 28895 DDB  |
| weitere Bilder          | Friedhof                               | Schönberg, Am Rosengrund 11 LageFlur: 2, Flurstück: 147 | | 1839                               | 959 DDB    |
| weitere Bilder          | Ev. Marienkirche                       | Schönberg, Am Rosengrund 15, Am Rosengrund 11 LageFlur: 2, Flurstück: 147, 148, 149                                                                             | Evangelische Kirche erbaut durch Graf Emil Christian zu Erbach-Schönberg. Klassizistischer Saalbau. | 1832                               | 942 DDB    |
| Laufbrunnen             | Laufbrunnen                            | Schönberg, Hofweg LageFlur: 2, Flurstück: 61/89 | Sandstein-Laufbrunnen. Stand ursprünglich vor dem ehemaligen Kindergarten. | 18. Jahrhundert                    | 954 DDB    |
| Ehemaliger Kindergarten | Ehemaliger Kindergarten                | Schönberg, Hofweg 10 LageFlur: 2, Flurstück: 21/1 | Traufständiges Wohnhaus am Fuß des Schlosses. Ab 1871 als Kindergarten genutzt. Ein Geschenk des Erbacher Grafen an seine Frau Marie Fürstin zu Erbach-Schönberg.                                                                | 1767                               | 955 DDB    |
| Schönberger Kreuz       | Schönberger Kreuz                      | Schönberg, Knodener Höhenweg LageFlur: 1, Flurstück: 16/5 | Gedenkkreuz errichtet als Stiftung der Fürstin Marie von Erbach-Schönberg auf der Grenze zu den Nachbardörfern Gronau und Wilmshausen.                                                                                           | 1915                               | 952 DDB    |
| Alexanderstein          | Alexanderstein                         | Schönberg, Lustgarten LageFlur: 2, Flurstück: 61/17 | Schwarzer Gedenkstein aus teilweise geschliffenem Granit in der Grünanlage zwischen Altem und Neuem Schlossweg. |                                    | 956 DDB    |
| Gefallenen-Ehrenmal     | Gefallenen-Ehrenmal                    | Schönberg, Lustgarten LageFlur: 2, Flurstück: 61/17 | Beim Aufgang zum Schloss, 1923 vom „Kriegerverein“ Schönberg aufgestelltes Denkmal. | 1923                               | 957 DDB    |
| Villa Horst-Goerk       | Villa Horst-Goerk                      | Schönberg, Nibelungenstraße 124 LageFlur: 2, Flurstück: 3/10 | Villa Horst-Goerk, errichtet vom Bensheimer Kreisbaumeister Christian Horst zu eigenen Wohnzwecken. | um 1865                            | 960 DDB    |
| Herrenmühle             | Herrenmühle                            | Schönberg, Nibelungenstraße 147/151 LageFlur: 2, Flurstück: 105/3, 106/2                                                                                        | Wohngebäude eines Mühlenanwesens an Stelle einer abgebrannten Vorgängermühle. Als „Herrenmühle“ war sie bis 1852 Erbleihe der Grafen von Erbach-Schönberg.                                                                       | 1901                               | 944 DDB    |
| weitere Bilder          | Ehemaliges HJ-Heim                     | Schönberg, Nibelungenstraße 149 LageFlur: 2, Flurstück: 107/6                                                                                                   | Bescheidener, eingeschossiger Fachwerkbau. Ausfachung durch rote Ziegelsteine und mit einem Satteldach. | 1936/37                            | 958 DDB    |
| Ehemalige Schule        | Ehemalige Schule                       | Schönberg, Nibelungenstraße 153 LageFlur: 2, Flurstück: 107/4                                                                                                   | Massiger Schulhausbau als zweigeschossiger Putzbau mit Satteldächern. | 1885/86                            | 945 DDB    |
| Ehemalige Rentkammer    | Ehemalige Rentkammer                   | Schönberg, Nibelungenstraße 166 LageFlur: 2, Flurstück: 61/126                                                                                                  | Repräsentativer, zweigeschossiger Putzbau mit Satteldach. Diente als herrschaftliche Rentkammer und Sitz des Kammerdirektors, welcher der gesamten Verwaltung vorstand.                                                          | um 1880                            | 946 DDB    |
| Ehemaliges Rentamt      | Ehemaliges Rentamt                     | Schönberg, Nibelungenstraße 169 LageFlur: 2, Flurstück: 120/3                                                                                                   | Zweigeschossiger, mächtiger Traufenbau von sieben zu zwei Fensterachsen. Als herrschaftlicher Verwaltungsbau errichtet. | ersten Hälfte des 18. Jh.          | 947 DDB    |
| Wohnhaus                | Wohnhaus                               | Schönberg, Nibelungenstraße 221 LageFlur: 1, Flurstück: 11/5 | In Granit (Naturstein) errichtetes Wohnhaus für den Betriebsleiter des Marmor- und Granitwerkes von Georg Dassel. | 1920                               | 948 DDB    |
| weitere Bilder          | Kath. Pfarrkirche St. Elisabeth        | Schönberg, Nußallee 2 LageFlur: 2, Flurstück: 61/103 | Schlichter Putzbau mit Satteldach. Südseitig angebautes Pfarrhaus. Etwa 40 m südlich der Kirche steht ein erst 1966 errichteter Glockenturm (Campanile).                                                                         | 1955/56 (Kirche)                   | 949 DDB    |
| Waldhaus                | Waldhaus                               | Schönberg, Nußallee 34 LageFlur: 4, Flurstück: 9/5 | Weithin sichtbarer Putzbau am Rande des Fürstenlages der zeitweise als Ausflugslokal benutzt wurde. Zweigeschossig mit Satteldach mit dreiseitigen Erkerbauten mit abgewalmten Dächern.                                          | 1906                               | 951 DDB    |